# 元沢木仮乗降場

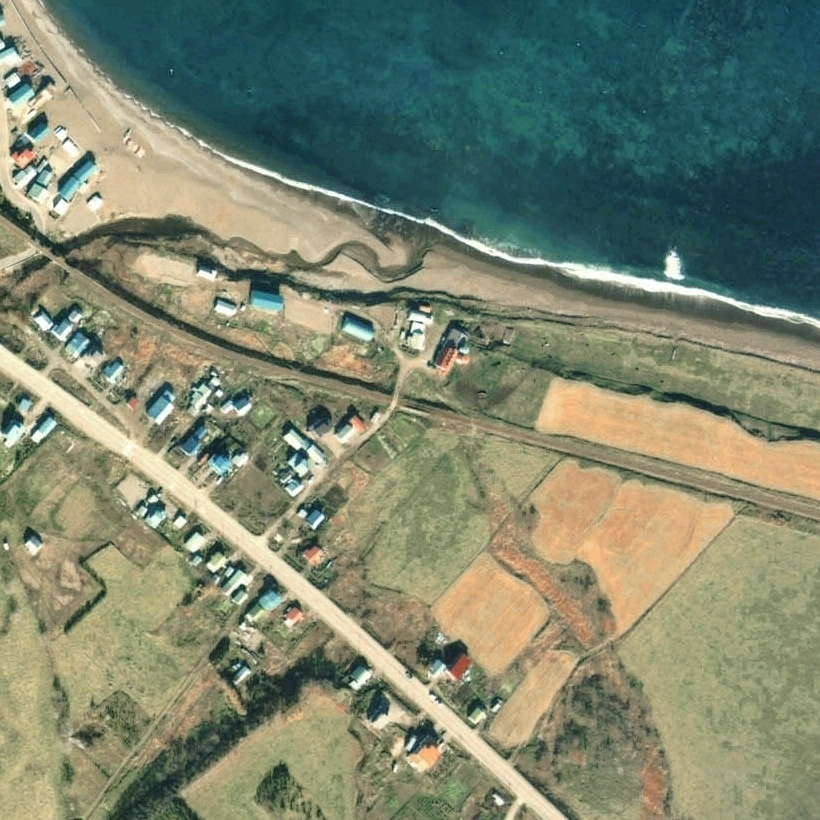
1978年の元沢木仮乗降場と周囲約500m範囲。左上が雄武方面。沢木駅とは日の出岬を挟んで反対側の、北側の根元に位置する農業主体の小さな集落。ホームは板張りの簡易型で、踏切そばの白い屋根が待合室。

元沢木仮乗降場（もとさわきかりじょうこうじょう）は、北海道紋別郡雄武町字沢木にあった、日本国有鉄道興浜南線の仮乗降場（廃駅）である。興浜南線の廃線に伴い1985年（昭和60年）7月15日に廃駅となった。

## 歴史
- 1955年（昭和30年）12月25日 - 日本国有鉄道興浜南線の元沢木仮乗降場（局設定）として開業[1]。
- 1985年（昭和60年）7月15日 - 興浜南線の廃線に伴い廃止となる[1]。

### 駅名の由来
地名より。「沢木」の地名はもともと当地が発祥だったのではないかと考えられている。

## 駅構造
単式ホーム1面1線を有した。

## 駅周辺
- 国道238号
- 日の出岬
- 元沢木川
- 北紋バス「元沢木」停留所

## 駅跡
2000年（平成12年）時点で跡形も無くなっている。2010年（平成22年）時点も同様であった。

## 隣の駅
日本国有鉄道
興浜南線
沢木駅 - 元沢木仮乗降場 - 栄丘駅